# Liudmila Karachkina
| Asteroides descubiertos: 130 | Asteroides descubiertos: 130 | Asteroides descubiertos: 130 |
| Nombre                       | Fecha                        | Codescubridor                |
| ---------------------------- | ---------------------------- | ---------------------------- |
| (2892) Filipenko             | 13 de enero de 1983          |                              |
| (3063) Makhaon               | 4 de agosto de 1983          |                              |
| (3067) Akhmatova             | 14 de octubre de 1982        | Liudmila Zhuravliova         |
| (3068) Khanina               | 23 de diciembre de 1982      |                              |
| (3215) Lapko                 | 23 de enero de 1980          |                              |
| (3286) Anatoliya             | 23 de enero de 1980          |                              |
| (3345) Tarkovskij            | 23 de diciembre de 1982      |                              |
| (3437) Kapitsa               | 20 de octubre de 1982        |                              |
| (3453) Dostoevsky            | 27 de septiembre de 1981     |                              |
| (3469) Bulgakov              | 21 de octubre de 1982        |                              |
| (3508) Pasternak             | 21 de febrero de 1980        |                              |
| (3511) Tsvetaeva             | 14 de octubre de 1982        | Liudmila Zhuravliova         |
| (3516) Rusheva               | 21 de octubre de 1982        |                              |
| (3620) Platonov              | 7 de septiembre de 1981      |                              |
| (3623) Chaplin               | 4 de octubre de 1981         |                              |
| (3624) Mironov               | 14 de octubre de 1982        | Liudmila Zhuravliova         |
| (3668) Ilfpetrov             | 21 de octubre de 1982        |                              |
| (3669) Vertinskij            | 21 de octubre de 1982        |                              |
| (3675) Kemstach              | 23 de diciembre de 1982      |                              |
| (3750) Ilizarov              | 14 de octubre de 1982        |                              |
| (3772) Piaf                  | 21 de octubre de 1982        |                              |
| (3946) Shor                  | 5 de marzo de 1983           |                              |
| (3982) Kastel'               | 2 de mayo de 1984            |                              |
| (4017) Disneya               | 21 de febrero de 1980        |                              |
| (4071) Rostovdon             | 7 de septiembre de 1981      |                              |
| (4075) Sviridov              | 14 de octubre de 1982        |                              |
| (4080) Galinskij             | 4 de agosto de 1983          |                              |
| (4258) Ryazanov              | 1 de septiembre de 1987      |                              |
| (4475) Voitkevich            | 20 de octubre de 1982        |                              |
| (4483) Petofi                | 9 de septiembre de 1986      |                              |
| (4556) Gumilyov              | 27 de agosto de 1987         |                              |
| (4625) Shchedrin             | 20 de octubre de 1982        |                              |
| (4626) Plisetskaya           | 23 de diciembre de 1984      |                              |
| (4741) Leskov                | 10 de noviembre de 1985      |                              |
| (4785) Petrov                | 17 de diciembre de 1984      |                              |
| (4861) Nemirovskij           | 27 de agosto de 1987         |                              |
| (4928) Vermeer               | 21 de octubre de 1982        |                              |
| (4940) Polenov               | 18 de agosto de 1986         |                              |
| (4996) Veisberg              | 11 de agosto de 1986         |                              |
| (4997) Ksana                 | 6 de octubre de 1986         |                              |
| (5021) Krylania              | 13 de noviembre de 1982      |                              |
| (5093) Svirelia              | 14 de octubre de 1982        |                              |
| (5094) Seryozha              | 20 de octubre de 1982        |                              |
| (5199) Dortmund              | 7 de septiembre de 1981      |                              |
| (5234) Sechenov              | 4 de noviembre de 1989       |                              |
| (5247) Krylov                | 20 de octubre de 1982        |                              |
| (5316) Filatov               | 21 de octubre de 1982        |                              |
| (5324) Lyapunov              | 22 de septiembre de 1987     |                              |
| (5421) Ulanova               | 14 de octubre de 1982        | Liudmila Zhuravliova         |
| (5422) Hodgkin               | 23 de diciembre de 1982      |                              |
| (5465) Chumakov              | 9 de septiembre de 1986      |                              |
| (5615) Iskander              | 4 de agosto de 1983          |                              |
| (5666) Rabelais              | 14 de octubre de 1982        |                              |
| (5676) Voltaire              | 9 de septiembre de 1986      |                              |
| (5717) Damir                 | 20 de octubre de 1982        |                              |
| (5759) Zoshchenko            | 22 de enero de 1980          |                              |
| (5808) Babel'                | 27 de agosto de 1987         |                              |
| (5896) Narrenschiff          | 12 de noviembre de 1982      |                              |
| (5902) Talima                | 27 de agosto de 1987         |                              |
| (5941) Valencia              | 20 de octubre de 1982        |                              |
| (5944) Utesov                | 2 de mayo de 1984            |                              |
| 6032 Nobel                   | 4 de agosto de 1983          |                              |
| (6172) Prokofeana            | 14 de octubre de 1982        |                              |
| (6592) Goya                  | 3 de octubre de 1986         |                              |
| (6763) Kochiny               | 7 de septiembre de 1981      |                              |
| (6766) Kharms                | 20 de octubre de 1982        |                              |
| (6767) Shirvindt             | 6 de enero de 1983           |                              |
| (6821) Ranevskaya            | 29 de septiembre de 1986     |                              |
| (7109) Heine                 | 1 de septiembre de 1983      |                              |
| (7113) Ostapbender           | 29 de septiembre de 1986     |                              |
| (7223) Dolgorukij            | 14 de octubre de 1982        | Liudmila Zhuravliova         |
| (7558) Yurlov                | 14 de octubre de 1982        |                              |
| (7581) Yudovich              | 14 de noviembre de 1990      |                              |
| (7632) Stanislav             | 20 de octubre de 1982        |                              |
| (7633) Volodymyr             | 21 de octubre de 1982        |                              |
| (7741) Fedoseev              | 1 de septiembre de 1983      |                              |
| (7995) Khvorostovsky         | 4 de agosto de 1983          |                              |
| (7996) Vedernikov            | 1 de septiembre de 1983      |                              |
| (8142) Zolotov               | 20 de octubre de 1982        |                              |
| (8332) Ivantsvetaev          | 14 de octubre de 1982        | Liudmila Zhuravliova         |
| (8811) Waltherschmadel       | 20 de octubre de 1982        |                              |
| (8812) Kravtsov              | 20 de octubre de 1982        |                              |
| (8816) Gamow                 | 17 de diciembre de 1984      |                              |
| (8822) Shuryanka             | 1 de septiembre de 1987      |                              |
| (9005) Sidorova              | 20 de octubre de 1982        |                              |
| (9006) Voytkevych            | 21 de octubre de 1982        |                              |
| (9532) Abramenko             | 7 de septiembre de 1981      |                              |
| (9539) Prishvin              | 21 de octubre de 1982        |                              |
| (9540) Mikhalkov             | 21 de octubre de 1982        |                              |
| (9737) Dudarova              | 29 de septiembre de 1986     |                              |
| (9834) Kirsanov              | 14 de octubre de 1982        |                              |
| (9927) Tyutchev              | 3 de octubre de 1981         |                              |
| (10012) Tmutarakania         | 3 de septiembre de 1978      | Nikolái Chernyj              |
| (10031) Vladarnolda          | 7 de septiembre de 1981      |                              |
| (10049) Vorovich             | 3 de octubre de 1986         |                              |
| (10090) Sikorsky             | 13 de octubre de 1990        | G. R. Kastel'                |
| (10287) Smale                | 21 de octubre de 1982        |                              |
| (10324) Vladimirov           | 14 de noviembre de 1990      |                              |
| (10712) Malashchuk           | 20 de octubre de 1982        |                              |
| (10713) Limorenko            | 22 de octubre de 1982        |                              |
| (10721) Tuterov              | 17 de agosto de 1986         |                              |
| (11269) Knyr                 | 26 de agosto de 1987         |                              |
| (11796) Nirenberg            | 21 de febrero de 1980        |                              |
| (12214) Miroshnikov          | 7 de septiembre de 1981      |                              |
| (12220) 1982 UD6             | 20 de octubre de 1982        |                              |
| (12235) Imranakperov         | 9 de septiembre de 1986      |                              |
| (12686) Bezuglyj             | 3 de octubre de 1986         |                              |
| (13488) Savanov              | 14 de octubre de 1982        |                              |
| (13489) Dmitrienko           | 20 de octubre de 1982        |                              |
| (13492) Vitalijzakharov      | 27 de diciembre de 1984      |                              |
| (14814) Gurij                | 7 de septiembre de 1981      |                              |
| (14818) Mindeli              | 21 de octubre de 1982        |                              |
| (14829) Povalyaeva           | 3 de octubre de 1986         |                              |
| (15691) Maslov               | 14 de octubre de 1982        |                              |
| (18334) Drozdov              | 2 de septiembre de 1987      |                              |
| (19119) Dimpna               | 27 de septiembre de 1981     |                              |
| (19120) Doronina             | 6 de agosto de 1983          |                              |
| (19127) Olegefremov          | 26 de agosto de 1987         |                              |
| (19952) Ashkinazi            | 20 de octubre de 1982        |                              |
| (19994) Tresini              | 13 de octubre de 1990        | G. R. Kastel'                |
| (24639) Mukhametdinov        | 20 de octubre de 1982        |                              |
| (24641) Enver                | 1 de septiembre de 1983      |                              |
| (26087) Zhuravleva           | 21 de octubre de 1982        |                              |
| (29122) Vasadze              | 24 de diciembre de 1982      |                              |
| (29125) Kyivphysfak          | 17 de diciembre de 1984      |                              |
| (32770) Starchik             | 23 de diciembre de 1984      |                              |
| (42478) Inozemtseva          | 7 de septiembre de 1981      |                              |
| (43752) Maryosipova          | 20 de octubre de 1982        |                              |
| (65658) Gurnikovskaya        | 20 de octubre de 1982        |                              |
| (69261) 1982 YM1             | 23 de diciembre de 1982      |                              |

Liudmila Gueórguievna Karáchkina (en ucraniano: Людмила Георгіївна Карачкіна, en ruso: Людмила Георгиевна Карачкина, 3 de septiembre de 1948 en Rostov del Don) es una astrónoma rusa-ucraniana.
Ha trabajado en el Observatorio Astrofísico de Crimea desde 1978, ha descubierto un gran número de asteroides, incluyendo el asteroide Amor (5324) Lyapunov y el asteroide troyano (3063) Macaón.
Tiene dos hijas, María y Renata.